# Nekrolog 4. Quartal 1920
Nekrolog
◄◄
| ◄
| 1916
| 1917
| 1918
| 1919
| 1920 | 1921 | 1922 | 1923 | 1924 | ► | ►►
1. Quartal |
2. Quartal |
3. Quartal |
4. Quartal 1920
Weitere Ereignisse | Allgemeiner Nekrolog 1920
Die Beschreibung der verstorbenen Person sollte so kurz wie möglich gehalten sein und nur deren signifikante Tätigkeit(en) enthalten.
Neue Namen ggf. auch unter dem Geburts- und Sterbedatum, also etwa unter 1. Januar und im Geburts- und Sterbejahr (2024) eintragen (nur bei entsprechender großer Wichtigkeit). Für Beispiele siehe die schon vorhandenen Artikel.
Außerdem über die fünf zuletzt Verstorbenen, zu denen es einen ausreichend guten Artikel für eine Präsentation auf der Hauptseite gibt, nach der todesbedingten Überarbeitung der Artikel ggf. auch unter Wikipedia Diskussion:Hauptseite informieren und sie am besten auch in den anderen Wikipedia-Sprachversionen eintragen. Tipp: Regelmäßig bei news.google.de nach „ist tot“, „gestorben“ oder „verstorben“ suchen.
Wenn eine Person gestorben ist, gibt es viele Seiten zu dieser Person in der Wikipedia, die davon auch betroffen sind und entsprechend aktualisiert werden müssen. Beispiele: Namenübersichtsseite, Geburtsjahr, Geburtsort-Seiten und viele mehr.
Wie finde ich die betroffenen Seiten?
Im Suchfeld auf der linken Seite gibt man den Suchbegriff so ein: „Vorname Nachname“. Dann klickt man auf Volltext und alle Seiten mit entsprechendem Suchtext werden aufgerufen. Hier sieht man dann schnell, wo auch das Todesjahr Sinn macht oder sogar ein Teil des Artikels angepasst werden muss. Auch hilft das „Werkzeug“ auf der linken Seite sehr gut, um solche Seiten aufzufinden: „Links auf diese Seite“. Somit ist die Wikipedia wieder aktuell in allen Bereichen! Hinweis: bei Eintragung der Kategorie „Gestorben JAHR“ wird der Missbrauchsfilter 49 ausgelöst, was jedoch nicht schlimm ist. Siehe: Spezial:Missbrauchsfilter/49
Dies ist eine Liste von im vierten Quartal 1920 verstorbenen bekannten Persönlichkeiten. Die Einträge erfolgen innerhalb der einzelnen Daten alphabetisch sortiert. Tiere sind im Nekrolog für Tiere zu finden.

## Oktober
| Tag         | Name                                | Beruf, bekannt als                                                       | Alter | Beleg |
| ----------- | ----------------------------------- | ------------------------------------------------------------------------ | ----- | ----- |
| 1. Oktober  | Ogata Gekkō                         | japanischer Maler und Holzschnittkünstler                                | 60    |       |
| 2. Oktober  | Max Bruch                           | deutscher Komponist und Dirigent                                         | 82    |       |
| 2. Oktober  | Winthrop M. Crane                   | US-amerikanischer Politiker                                              | 67    |       |
| 2. Oktober  | Bernhard Meyersfeld                 | deutscher Bankier und Mäzen                                              | 79    |       |
| 2. Oktober  | Ludwig Schupmann                    | deutscher Architekt, Hochschullehrer und Konstrukteur von Teleskopen     | 69    |       |
| 2. Oktober  | Wilhelm Wiegmann                    | deutscher Historienmaler und Mosaizist                                   | 68    |       |
| 3. Oktober  | Johann von Kirchbach auf Lauterbach | österreichischer General der Infanterie                                  | 62    |       |
| 4. Oktober  | Max Margules                        | österreichischer Meteorologe                                             | 64    |       |
| 5. Oktober  | Karl Ausserer                       | österreichischer Historiker und Politiker                                | 76    |       |
| 5. Oktober  | Hans Hofmann                        | deutscher Radsportler                                                    | 53    |       |
| 5. Oktober  | Richard C. Shannon                  | US-amerikanischer Offizier, Jurist und Politiker                         | 81    |       |
| 6. Oktober  | Heinrich Köhler                     | deutscher Schriftsteller                                                 | 68    |       |
| 6. Oktober  | Maria Sandmayr                      | deutsches Mordopfer                                                      |       |       |
| 7. Oktober  | Yves Marie Delage                   | französischer Zoologe                                                    | 66    |       |
| 7. Oktober  | Gaston Floquet                      | französischer Mathematiker                                               | 72    |       |
| 7. Oktober  | Werner Heidsieck                    | deutscher Politiker (DDP)                                                | 38    |       |
| 7. Oktober  | Harrison R. Kincaid                 | US-amerikanischer Journalist, Verleger und Politiker                     | 84    |       |
| 8. Oktober  | Ernst Radecke                       | deutsch-schweizerischer Musikdirektor, Musikhistoriker und Musikpädagoge | 53    |       |
| 9. Oktober  | Louis Nail                          | französischer Jurist und Politiker                                       | 56    |       |
| 10. Oktober | Wigand von Gersdorff                | preußischer Generalleutnant                                              | 69    |       |
| 10. Oktober | Frank A. McLain                     | US-amerikanischer Politiker                                              | 68    |       |
| 10. Oktober | Hudson Stuck                        | Geistlicher der Episkopalkirche, Forschungsreisender                     | 56    |       |
| 11. Oktober | William Harris                      | irischer Botaniker                                                       | 59    |       |
| 12. Oktober | Antonie Janisch                     | Schauspielerin am Wiener Burgtheater                                     | 72    |       |
| 12. Oktober | Béla Lajta                          | ungarischer Architekt                                                    | 47    |       |
| 12. Oktober | Paul Mühlbacher                     | österreichischer Präsident der Bleiberger Bergwerksunion und Politiker   | 82    |       |
| 13. Oktober | Ernst Klaar                         | deutscher Schriftsteller                                                 | 58    |       |
| 14. Oktober | Karl Heinrich Knödgen               | Abgeordneter des Provinziallandtages der Provinz Hessen-Nassau           | 70    |       |
| 14. Oktober | James Norton                        | US-amerikanischer Politiker                                              | 77    |       |
| 15. Oktober | Duncan MacDougall                   | US-amerikanischer Arzt                                                   |       |       |
| 15. Oktober | Friedrich Thiele                    | österreichischer Artillerieoffizier und Metallurg                        | 76    |       |
| 16. Oktober | Cäsar Flaischlen                    | deutscher Lyriker und Mundartdichter                                     | 56    |       |
| 16. Oktober | Alberto Nepomuceno                  | brasilianischer Komponist                                                | 56    |       |
| 17. Oktober | Reginald Farrer                     | englischer Schriftsteller, Maler und Pflanzensammler                     | 40    |       |
| 17. Oktober | Gérard Leman                        | belgischer Generalleutnant                                               | 69    |       |
| 18. Oktober | Charles Ernest Acker                | US-amerikanischer Elektroingenieur und Unternehmer                       | 52    |       |
| 18. Oktober | Luis Jorge Fontana                  | argentinischer Naturforscher, Militär und Stadtgründer                   | 74    |       |
| 18. Oktober | David Legler                        | Schweizer Politiker (DP)                                                 | 71    |       |
| 18. Oktober | Otto Lemm                           | deutscher Unternehmer und Fabrikant                                      | 52    |       |
| 18. Oktober | Josef Seliger                       | Politiker (Tschechoslowakei)                                             | 50    |       |
| 19. Oktober | Riccardo Carafa della Stadera       | Gründungsmitglied des Internationalen Olympischen Komitees (IOC)         | 60    |       |
| 19. Oktober | Otto Kapp von Gültstein             | deutscher Eisenbahnpionier                                               | 67    |       |
| 19. Oktober | Stanisław Lentz                     | polnischer Maler und Hochschullehrer                                     | 59    |       |
| 19. Oktober | John Reed                           | US-amerikanischer Journalist                                             | 32    |       |
| 19. Oktober | Henry Sears                         | US-amerikanischer Sportschütze                                           | 50    |       |
| 20. Oktober | Carlo Salvioni                      | Schweizer Romanist und Dialektologe                                      | 62    |       |
| 20. Oktober | Hans Peder Steensby                 | dänischer Ethnograph                                                     | 45    |       |
| 22. Oktober | Gottfried Baist                     | deutscher Romanist                                                       | 67    |       |
| 22. Oktober | Ruggero Berlam                      | italienischer Architekt                                                  | 66    |       |
| 22. Oktober | Karl Knoke                          | deutscher lutherischer Theologe und Hochschullehrer                      | 79    |       |
| 23. Oktober | Edmund Michael                      | deutscher Lehrer und Pilzsachverständiger                                | 71    |       |
| 23. Oktober | Anton Weichselbaum                  | österreichischer Pathologe und Bakteriologe                              | 75    |       |
| 23. Oktober | Hermann Zschokke                    | katholischer Weihbischof in der Erzdiözese Wien                          | 82    |       |
| 24. Oktober | Wilhelm Fabricius                   | deutscher Historiker und Kartograf                                       | 59    |       |
| 24. Oktober | Gustav Könnecke                     | deutscher Archivar, Literaturhistoriker                                  | 75    |       |
| 24. Oktober | António Augusto Carvalho Monteiro   | portugiesischer Unternehmer, Kunstsammler und Freimaurer                 | 71    |       |
| 24. Oktober | Marija Alexandrowna Romanowa        | russische Großfürstin                                                    | 67    |       |
| 25. Oktober | Alexander                           | griechischer König                                                       | 27    |       |
| 25. Oktober | Thomas Daniel Beaven                | US-amerikanischer Bischof von Springfield                                | 69    |       |
| 25. Oktober | Odoardo Beccari                     | italienischer Botaniker                                                  | 76    |       |
| 25. Oktober | Samuel Bell                         | Schweizer Metzger und Unternehmer                                        | 79    |       |
| 25. Oktober | Terence MacSwiney                   | irischer Politiker und Schriftsteller                                    | 41    |       |
| 26. Oktober | Emil Pörksen                        | deutscher Korrektor und Autor                                            | 80    |       |
| 26. Oktober | Johan Storm                         | norwegischer Sprachforscher                                              | 83    |       |
| 26. Oktober | Utagawa Kunisada III.               | japanischer Holzschnittkünstler                                          |       |       |
| 28. Oktober | Adolf Glatte                        | deutscher Landschafts- und Porträtmaler                                  | 54    |       |
| 28. Oktober | Gerard Smith                        | Gouverneur von Western Australia                                         | 80    |       |
| 29. Oktober | Sigmund Mayer                       | österreichischer Kaufmann und Kommunalpolitiker                          | 88    |       |
| 29. Oktober | Ernst Perabo                        | US-amerikanischer Komponist und Pianist                                  | 74    |       |
| 30. Oktober | Hermann Fischer                     | deutscher Germanist, Dialektologe und Lexikograph                        | 69    |       |
| 31. Oktober | Onno Behrends                       | deutscher Teefabrikant                                                   |       |       |
| 31. Oktober | James Albert Gary                   | US-amerikanischer Politiker                                              | 87    |       |
|             | Friedrich Max Ludewig               | deutscher Politiker (DDP)                                                | 68    |       |

## November
| Tag          | Name                               | Beruf, bekannt als                                                                | Alter | Beleg |
| ------------ | ---------------------------------- | --------------------------------------------------------------------------------- | ----- | ----- |
| 1. November  | Hermann Piecq                      | deutscher Unternehmer und Politiker                                               | 61    |       |
| 2. November  | Luigi Bodio                        | italienischer Statistiker                                                         | 80    |       |
| 2. November  | André Dumont                       | belgischer Geologe und Bergbauunternehmer                                         | 73    |       |
| 2. November  | Johann Ernst Hintz                 | siebenbürgischer Politiker                                                        | 75    |       |
| 2. November  | Paul Eduard von Schoeller          | österreichischer Montanindustrieller                                              | 67    |       |
| 2. November  | Edmund Scholz                      | Großdechant der Grafschaft Glatz und Generalvikar des Erzbistums Prag             | 85    |       |
| 3. November  | Warren Jay Terhune                 | US-amerikanischer Marineoffizier                                                  | 51    |       |
| 4. November  | Georg Brodrück                     | preußischer Generalleutnant                                                       | 67    |       |
| 4. November  | Johann Hinrich Garrels             | deutscher Ostasienkaufmann, Politiker                                             | 65    |       |
| 4. November  | Paul Knüpfer                       | deutscher Opernsänger                                                             | 55    |       |
| 4. November  | Ludwig von Struve                  | deutsch-baltischer Mathematiker und Astronom                                      | 62    |       |
| 5. November  | Gustav von Bunge                   | deutsch-baltischer Physiologe und Professor                                       | 76    |       |
| 5. November  | Alexander von Rahden               | kurländischer Landbotenmarschall                                                  | 61    |       |
| 5. November  | Hersz Salwe                        | polnischer Schachmeister                                                          | 57    |       |
| 5. November  | Iwan Awgustowitsch Time            | russischer Bergbauingenieur                                                       | 82    |       |
| 6. November  | Ludwig in Bayern                   | Herzog in Bayern                                                                  | 89    |       |
| 6. November  | Walter Gresham                     | US-amerikanischer Politiker                                                       | 79    |       |
| 6. November  | Hugo Ribbert                       | deutscher Pathologe, Hochschullehrer und Lehrbuchautor                            | 65    |       |
| 6. November  | Georg Schmidt                      | deutscher evangelischer Geistlicher und Genealoge                                 | 82    |       |
| 6. November  | Arturo Soria y Mata                | spanischer Stadtplaner                                                            | 75    |       |
| 6. November  | Maria Waldmann                     | österreichische Opernsängerin (Mezzosopran)                                       | 74    |       |
| 7. November  | Leopold Fuchs                      | österreichischer Baumeister und Architekt                                         | 51    |       |
| 7. November  | Samuel James Meltzer               | US-amerikanischer Mediziner und Physiologe                                        | 69    |       |
| 7. November  | Félix Pisani                       | französischer Mineraloge und Chemiker                                             | 89    |       |
| 7. November  | Hermann von Schlechtendal          | preußischer Landrat                                                               | 61    |       |
| 7. November  | Johann Wilhelm Schütz              | deutscher Tierarzt und Hochschullehrer                                            | 81    |       |
| 8. November  | Salomon An-ski                     | jüdisch-russischer Autor und Dramatiker                                           | 57    |       |
| 8. November  | Adolf Bock von Wülfingen           | preußischer Generalmajor                                                          | 79    |       |
| 8. November  | Abraham Kuyper                     | niederländischer reformierter Theologe und Politiker                              | 83    |       |
| 8. November  | Kurt von Medem                     | preußischer General                                                               | 72    |       |
| 8. November  | Nektarios von der Pentapolis       | Heiliger der orthodoxen Kirche                                                    | 74    |       |
| 8. November  | Friedrich J. Pajeken               | deutscher Kaufmann und Abenteuerschriftsteller                                    | 65    |       |
| 8. November  | Walter von Pannwitz                | deutscher Rechtsanwalt, Oberbürgermeister, Kunstsammler und Mäzen                 | 64    |       |
| 8. November  | Karl Roscher                       | höherer sächsischer Staatsbeamter                                                 | 74    |       |
| 8. November  | Hans Solereder                     | deutscher Botaniker und Hochschulprofessor                                        | 60    |       |
| 9. November  | Josef Salomon Federn               | österreichischer Internist, Hausarzt und Förderer der klinischen Blutdruckmessung | 88    |       |
| 9. November  | Samuel Gold                        | ungarischer Schachkomponist                                                       | 85    |       |
| 9. November  | Theodor Rümelin                    | deutscher Ingenieur                                                               | 43    |       |
| 9. November  | Bruno Topff                        | Vorsitzender des Sønderborger Soldatenrates                                       | 34    |       |
| 10. November | Max Goldschmidt                    | deutscher Volkssänger und Humorist                                                | 56    |       |
| 10. November | Johannes Wortmann                  | deutscher Landschaftsmaler                                                        | 75    |       |
| 11. November | Dirk Boest Gips                    | niederländischer Sportschütze                                                     | 56    |       |
| 11. November | Franz von Höhnel                   | österreichischer Botaniker und Hochschullehrer                                    | 68    |       |
| 11. November | Arthur Ringwalt Rupley             | US-amerikanischer Politiker                                                       | 51    |       |
| 12. November | Friedrich Boden                    | deutscher Brauereibesitzer                                                        | 76    |       |
| 12. November | Fritz Boden                        | deutscher Wasserbauingenieur                                                      | 75    |       |
| 12. November | Arthur Ludwich                     | deutscher Klassischer Philologe                                                   | 80    |       |
| 12. November | Ignatz Stroof                      | deutscher Chemiker und Industrieller                                              | 82    |       |
| 13. November | August Wilhelm Hunzinger           | deutscher evangelischer Theologe                                                  | 49    |       |
| 13. November | Adolf Marschall von Bieberstein    | badischer Außenminister                                                           | 72    |       |
| 13. November | Luc-Olivier Merson                 | französischer Maler                                                               | 74    |       |
| 13. November | Alexandre de Riquer                | katalanischer Künstler und Schriftsteller                                         | 64    |       |
| 13. November | Adolf Ruhmann                      | österreichischer Papierfabrikant                                                  | 88    |       |
| 13. November | Carl Toldt                         | österreichischer Anatom                                                           | 80    |       |
| 14. November | Max Hofpauer                       | deutscher Theaterschauspieler und -regisseur                                      | 75    |       |
| 15. November | Udo Dammer                         | deutscher Botaniker                                                               | 60    |       |
| 15. November | Michael von Sczaniecki             | polnisch-deutscher Rittergutsbesitzer und Politiker                               | 82    |       |
| 16. November | Felix Boehmer                      | Mitglied des Preußischen Abgeordnetenhauses                                       | 69    |       |
| 17. November | Richard Claude Belt                | britischer Bildhauer                                                              | 69    |       |
| 17. November | Mario Caserini                     | italienischer Filmregisseur, Schauspieler und Drehbuchautor                       | 46    |       |
| 17. November | T. Jefferson Coolidge              | US-amerikanischer Diplomat und Wirtschaftsmanager                                 | 89    |       |
| 17. November | John Franklin Fort                 | US-amerikanischer Politiker                                                       | 68    |       |
| 17. November | Rudolph de Landas Berghes          | österreichischer Adliger und altkatholischer Bischof in den USA                   | 47    |       |
| 18. November | Georg Finsler                      | Schweizer evangelischer Theologe                                                  | 60    |       |
| 18. November | Carel Jozeph Grips                 | niederländischer Maler, Zeichner und Lithograf                                    | 94    |       |
| 18. November | Matthías Jochumsson                | isländischer Nationaldichter und Pfarrer                                          | 85    |       |
| 18. November | Emilio Motta                       | Schweizer Historiker                                                              | 65    |       |
| 18. November | P. Davis Oakey                     | US-amerikanischer Politiker                                                       | 59    |       |
| 19. November | Arthur Dennis                      | US-amerikanischer Politiker                                                       | 74    |       |
| 19. November | Mahlon Morris Garland              | US-amerikanischer Politiker                                                       | 64    |       |
| 19. November | Friedrich Wilhelm Schindler        | österreichisch-schweizerischer Unternehmer und Erfinder                           | 64    |       |
| 19. November | Henry Thode                        | deutscher Kunsthistoriker                                                         | 63    |       |
| 20. November | August Bernert                     | deutscher Kommunalpolitiker                                                       | 70    |       |
| 20. November | Else Blankenhorn                   | deutsche Malerin                                                                  | 47    |       |
| 20. November | Karl von Freymann                  | russischer Generalmajor                                                           | 59    |       |
| 20. November | Theofil Kupka                      | schlesischer Politiker                                                            | 35    |       |
| 20. November | Heinrich Lange                     | deutscher Chemiker                                                                | 67    |       |
| 20. November | Adolf Gustav Seifert               | deutscher Konsumgenossenschafter und Geschäftsführer                              | 58    |       |
| 20. November | Paul Siebeck                       | deutscher Verleger                                                                | 65    |       |
| 20. November | August Wollemann                   | deutscher Lehrer, Geologe und Paläontologe                                        | 58    |       |
| 21. November | Emil Engelhard                     | deutscher Unternehmer und Politiker                                               | 66    |       |
| 21. November | Blasius von Schemua                | österreichischer General im Ersten Weltkrieg                                      | 64    |       |
| 22. November | Manuel Pérez y Curis               | uruguayischer Schriftsteller, Lyriker                                             | 36    |       |
| 23. November | Alfred Tepe                        | niederländischer Architekt                                                        | 79    |       |
| 24. November | Richard Bertram                    | deutscher katholischer Priester                                                   | 86    |       |
| 24. November | Alexandru Macedonski               | rumänischer Schriftsteller                                                        | 66    |       |
| 25. November | Gaston Chevrolet                   | US-amerikanischer und Schweizer Automobilrennfahrer                               | 28    |       |
| 25. November | August von Lentze                  | preußischer General der Infanterie                                                | 88    |       |
| 26. November | Franz Düsterwald                   | römisch-katholischer Geistlicher und Buchautor                                    | 78    |       |
| 26. November | Max Köhler                         | deutscher Maler und Zeichner                                                      | 34    |       |
| 27. November | Emilio Bossi                       | Schweizer Politiker (FDP)                                                         | 49    |       |
| 27. November | David Frédéric Ellenberger         | Schweizer protestantischer Missionar                                              | 85    |       |
| 27. November | Hans Klappenbach                   | deutscher Kapitän zur See der Kaiserlichen Marine                                 | 49    |       |
| 27. November | Alexius Meinong                    | österreichischer Philosoph und Psychologe                                         | 67    |       |
| 27. November | Carl Moeller                       | deutscher Pfarrer und Heimatforscher                                              | 53    |       |
| 28. November | Thomas Hedge                       | US-amerikanischer Politiker                                                       | 76    |       |
| 29. November | Carl Wilhelm August Balck          | deutscher Verwaltungsjurist und Historiker                                        | 89    |       |
| 30. November | Herschel H. Hatch                  | US-amerikanischer Politiker                                                       | 83    |       |
| 30. November | Wladimir Senonowitsch Mai-Majewski | General während des Russischen Bürgerkrieges                                      | 53    |       |
|              | Alexander Ekert                    | Theater- und Stummfilmschauspieler                                                |       |       |
|              | Henry Meynell Rheam                | englischer Maler                                                                  | 61    |       |

## Dezember
| Tag          | Name                                      | Beruf, bekannt als                                                                        | Alter | Beleg |
| ------------ | ----------------------------------------- | ----------------------------------------------------------------------------------------- | ----- | ----- |
| 1. Dezember  | Hermann Fölsch                            | deutscher Reeder                                                                          | 75    |       |
| 1. Dezember  | Edward Ponsonby, 8. Earl of Bessborough   | britischer Eisenbahnmanager und Peer                                                      | 69    |       |
| 2. Dezember  | Israel Chaim Tawiow                       | hebräischsprachiger Autor und Übersetzer                                                  |       |       |
| 3. Dezember  | William de Wiveleslie Abney               | britischer Chemiker und Fotograf                                                          | 77    |       |
| 4. Dezember  | Felix Hahndorff                           | preußischer Generalleutnant                                                               | 68    |       |
| 4. Dezember  | Nikolaus Holzapfel                        | deutscher Landwirt und Politiker                                                          | 73    |       |
| 4. Dezember  | Franz Löbmann                             | Administrator der katholischen Jurisdiktionsbezirke in Sachsen                            | 64    |       |
| 4. Dezember  | Benjamin Franklin White                   | US-amerikanischer Politiker                                                               | 87    |       |
| 5. Dezember  | José Pérez                                | uruguayischer Fußballspieler                                                              | 23    |       |
| 5. Dezember  | Klaus Rittland                            | deutsche Schriftstellerin                                                                 | 56    |       |
| 6. Dezember  | Egbert von Hoyer                          | deutscher Ingenieur                                                                       | 84    |       |
| 6. Dezember  | Karel Kovařovic                           | tschechischer Komponist und Dirigent                                                      | 57    |       |
| 6. Dezember  | Rosalia Lombardo                          | italienisches mumifiziertes Kind                                                          | 1     |       |
| 6. Dezember  | Karl Ludwig von Plehwe                    | Richter am Oberlandesgericht Königsberg                                                   | 86    |       |
| 7. Dezember  | Karl Albrecht                             | sudetendeutscher Dichter und Lehrer                                                       | 74    |       |
| 7. Dezember  | José Sebastião Neto                       | Patriarch von Lissabon                                                                    | 79    |       |
| 8. Dezember  | Atanas von Guggenberg                     | österreichischer Abgeordneter zum Abgeordnetenhaus und Provisorischen Nationalversammlung | 74    |       |
| 9. Dezember  | Demetriu Radu                             | rumänischer Bischof von Großwardein, Bischof von Lugoj                                    | 59    |       |
| 10. Dezember | Horace Elgin Dodge                        | US-amerikanischer Automobilhersteller                                                     | 52    |       |
| 10. Dezember | Friedrich Dolezalek                       | deutscher Chemiker und Hochschullehrer                                                    | 47    |       |
| 10. Dezember | Elijah B. Lewis                           | US-amerikanischer Politiker                                                               | 66    |       |
| 11. Dezember | Emil von Pfizer                           | deutscher Jurist                                                                          | 77    |       |
| 11. Dezember | Olive Schreiner                           | südafrikanische Schriftstellerin                                                          | 65    |       |
| 12. Dezember | Josef Barton-Dobenín                      | Textilunternehmer, Bürgermeister von Náchod                                               | 81    |       |
| 12. Dezember | Bertha Froriep                            | deutsche Malerin                                                                          | 87    |       |
| 12. Dezember | Edward Gawler Prior                       | kanadischer Politiker                                                                     | 67    |       |
| 12. Dezember | Ernst von Saucken                         | ostpreußischer Maler und Komponist                                                        | 64    |       |
| 12. Dezember | Carl Johann Heinrich Scheibler            | deutscher Düngemittelfabrikant                                                            | 67    |       |
| 13. Dezember | William Pape                              | deutscher Maler und Illustrator                                                           | 61    |       |
| 14. Dezember | George Gipp                               | US-amerikanischer American-Football-Spieler                                               | 25    |       |
| 14. Dezember | Antun Mahnic                              | jugoslawischer, römisch-katholischer Bischof von Krk                                      | 70    |       |
| 14. Dezember | Wassili Parmenowitsch Obraszow            | russisch-ukrainischer Arzt und Internist                                                  | 71    |       |
| 14. Dezember | Gottlieb Rambatz                          | deutscher Architekt                                                                       | 61    |       |
| 14. Dezember | Alexander Rüdell                          | deutscher Architekt und preußischer Baubeamter                                            | 68    |       |
| 14. Dezember | Eduardo Sánchez Camacho                   | Bischof von Ciudad Victoria-Tamaulipas                                                    | 82    |       |
| 14. Dezember | Otto Wilhelm Scharenberg                  | deutscher Architekt                                                                       | 69    |       |
| 15. Dezember | Horatio Caro                              | englischer Schachspieler                                                                  | 58    |       |
| 15. Dezember | Heinrich Leithäuser                       | deutscher Ingenieur                                                                       | 67    |       |
| 15. Dezember | Paul Ollendorff                           | französischer Verleger und Buchhändler                                                    | 69    |       |
| 15. Dezember | Joseph Thors                              | englischer Landschaftsmaler                                                               | 85    |       |
| 16. Dezember | Paris Gibson                              | US-amerikanischer Politiker                                                               | 90    |       |
| 16. Dezember | Max von Gietl                             | deutscher Jurist                                                                          | 77    |       |
| 16. Dezember | Ernst von Hertzberg                       | preußischer Landschaftsdirektor                                                           | 68    |       |
| 18. Dezember | Susanna Scheibl                           | österreichische Mundartschriftstellerin                                                   | 78    |       |
| 18. Dezember | Edward Wemple                             | US-amerikanischer Politiker                                                               | 77    |       |
| 20. Dezember | Olga Christoforowna Agrenewa-Slawjanskaja | russische Volkskundlerin, Ethnographin und Komponistin                                    | ˜73   |       |
| 20. Dezember | Linton Hope                               | britischer Segler und Schiffbauingenieur                                                  | 57    |       |
| 20. Dezember | Wilhelm Vittali                           | deutscher Architekt                                                                       | 61    |       |
| 21. Dezember | August Fuchs                              | deutscher Reichsgerichtsrat                                                               | 63    |       |
| 21. Dezember | Karl Kittinger                            | österreichischer Landtagsabgeordneter, Abgeordneter zum Nationalrat                       | 63    |       |
| 22. Dezember | Henri Fazy                                | Schweizer Historiker, Archivar und Politiker                                              | 78    |       |
| 23. Dezember | Cayetano Arellano                         | philippinischer Jurist                                                                    | 73    |       |
| 23. Dezember | Hermann Roeren                            | deutscher Politiker                                                                       | 76    |       |
| 23. Dezember | Walter Magnus Runeberg                    | Bildhauer                                                                                 | 81    |       |
| 23. Dezember | Frederick Sander                          | deutsch-englischer Gärtner                                                                | 73    |       |
| 24. Dezember | Wilhelm Riehn                             | deutscher Baumeister, Ingenieur, Hochschullehrer und Autor                                | 79    |       |
| 24. Dezember | Georg Stosch                              | deutscher Theologe, Pfarrer und Missionar                                                 | 69    |       |
| 24. Dezember | Karl von Westhoven                        | Konsistorialpräsident in der Provinz Westfalen                                            | 88    |       |
| 25. Dezember | John L. Bretz                             | US-amerikanischer Politiker                                                               | 68    |       |
| 25. Dezember | Eduard Karl von Freymann                  | russischer Generalleutnant                                                                | 65    |       |
| 26. Dezember | Monk Eastman                              | US-amerikanischer Mafioso                                                                 |       |       |
| 26. Dezember | Hugo Goldschmidt                          | deutscher Musikwissenschaftler                                                            | 61    |       |
| 26. Dezember | Bernhard Lamp                             | deutscher Rechtsanwalt und Anarchist                                                      | 39    |       |
| 26. Dezember | Carl Legien                               | deutscher Gewerkschafter und Politiker                                                    | 59    |       |
| 26. Dezember | Hermann Siebeck                           | deutscher Philosophieprofessor                                                            | 78    |       |
| 27. Dezember | Otto von Steinbeis                        | deutscher Unternehmer und Industriepionier                                                | 81    |       |
| 28. Dezember | Paul Hager                                | deutscher Deichinspektor im Oderbruch                                                     | 61    |       |
| 28. Dezember | Leopold Landau                            | deutscher Mediziner                                                                       | 72    |       |
| 29. Dezember | Georg Landfried                           | deutscher Unternehmer                                                                     |       |       |
| 29. Dezember | Warren Miller                             | US-amerikanischer Politiker                                                               | 73    |       |
| 30. Dezember | Karl Dickel                               | deutscher Jurist und Forstwissenschaftler                                                 | 67    |       |
| 30. Dezember | Otto König                                | deutscher Bildhauer                                                                       | 82    |       |
| 30. Dezember | Henry Lloyd                               | US-amerikanischer Politiker, Gouverneur von Maryland                                      | 68    |       |
| 30. Dezember | Həbib bəy Səlimov                         | Angehöriger der Kaiserlich Russischen Armee                                               | 39    |       |
| 31. Dezember | Henry A. Bumstead                         | US-amerikanischer Physiker                                                                | 50    |       |
| 31. Dezember | Max Conrad                                | deutscher Chemiker                                                                        | 72    |       |
| 31. Dezember | Louis Ducos du Hauron                     | französischer Pionier der Farbfotografie                                                  | 83    |       |
| 31. Dezember | Albert Roelofs                            | niederländischer Genremaler, Aquarellist, Zeichner und Lithograph                         | 43    |       |
| 31. Dezember | Antonio Sabatucci                         | römisch-katholischer Erzbischof und vatikanischer Diplomat                                | 85    |       |
| 31. Dezember | Friedrich zu Solms-Baruth                 | deutscher Politiker und Oberstkämmerer                                                    | 67    |       |
| 31. Dezember | Reinhold Unterberger                      | deutscher Gynäkologe                                                                      | 67    |       |
|              | Mohammed Abdullah Hassan                  | somalischer Dichter, Sufi-Scheich und Aufstandsführer                                     |       |       |